# Simson/DuPont
Simson/DuPont är en grupp som består av sångarna Peter Simson och Pontus Borg som tillsammans gjort bland annat låtarna Det bästa jag har samt Utan dig. Peter Simson har tidigare varit med i gruppen Drängarna och sökte även in på Fame Factory under 2003.